# 노아 증후군

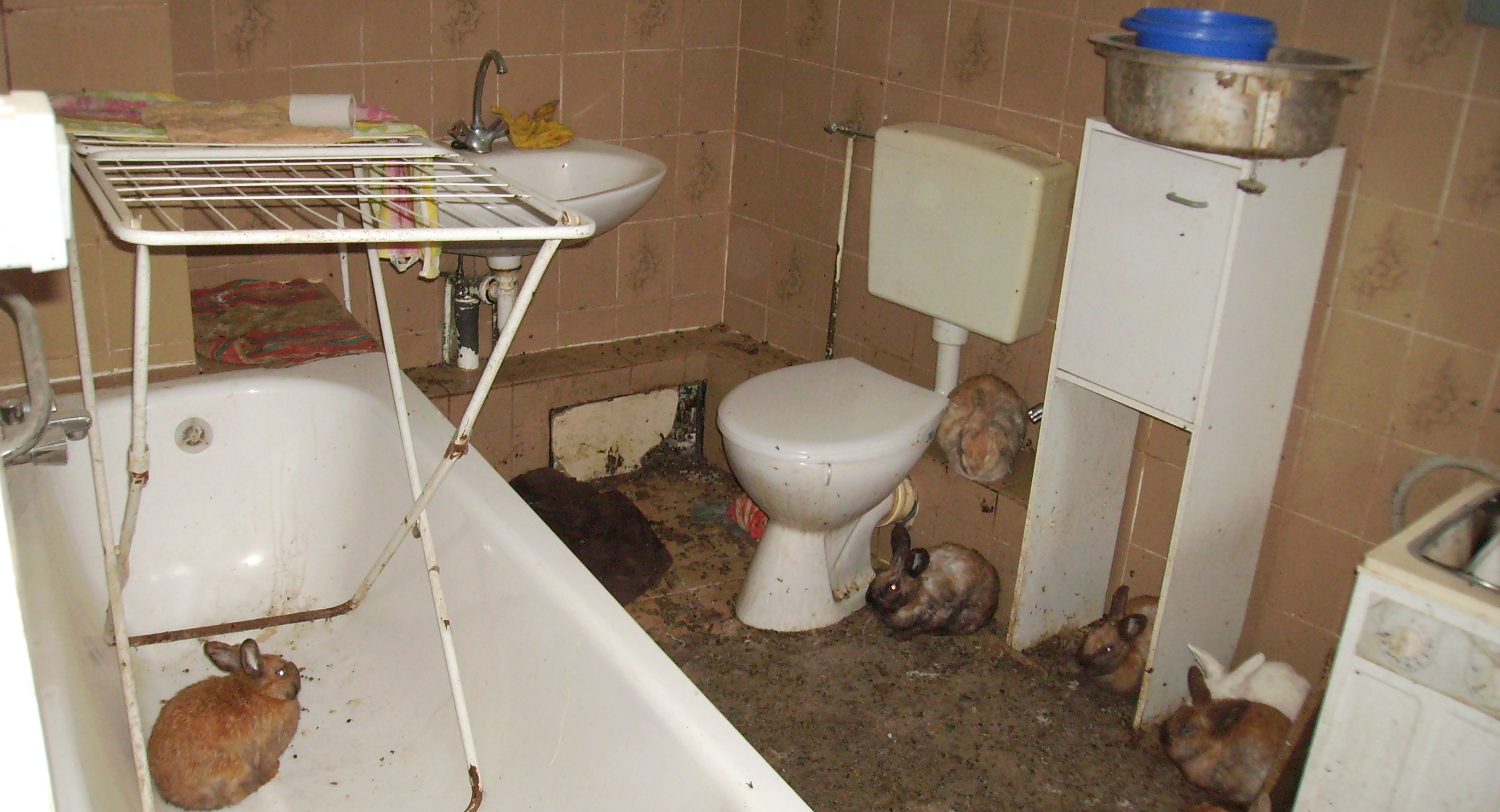
토끼 애니멀 호딩

애니멀 호딩(영어: animal hoarding) 또는 노아 증후군(영어: Noah syndrome)은 키울 능력을 넘어서 과도하게 많은 동물을 키우면서 사육자로서의 의무와 책임을 다하지 못 하는 것을 말한다. 동물에 대한 기본적인 보살핌과 배려가 없어서 동물학대에 해당한다.

## 애니멀 호더
애니멀 호더는 애니멀 호딩을 하는 사람을 말한다.

### 종류
애니멀 호더는 크게 5종류로 분류할 수 있다.
1. 타성적인 사육자
2. 구조자인 호더
3. 착취자인 호더
4. 초기의 호더
5. 브리더(육종가)인 호더

### 발생 사례
- SBS TV의 TV 동물농장, EBS 1TV의 고양이를 부탁해, 세상에 나쁜 개는 없다 등에서도 애니멀 호더에 관한 이야기를 수시로 다룬 적이 있다. 실제로 개를 몰래 내버려둔 사례가 있고, 고양이의 경우 인천의 모 원룸에서도 버려진 사례가 있었던 것으로 드러나고 있다.

## 같이 보기
- 캣맘

## 참고 문헌
- 김동훈, 동물법 이야기, 펫러브, 2013. ISBN 9788996527121